# وسی، کلودس
وسی، کلودس (به فرانسوی: Vassy, Calvados) یک کمون در فرانسه است که در Canton of Vassy واقع شده‌است.

## خصوصیات
وسی ۳۱٫۰۱ کیلومترمربع مساحت و ۱٬۷۷۴ نفر جمعیت دارد.